# Charles Longley

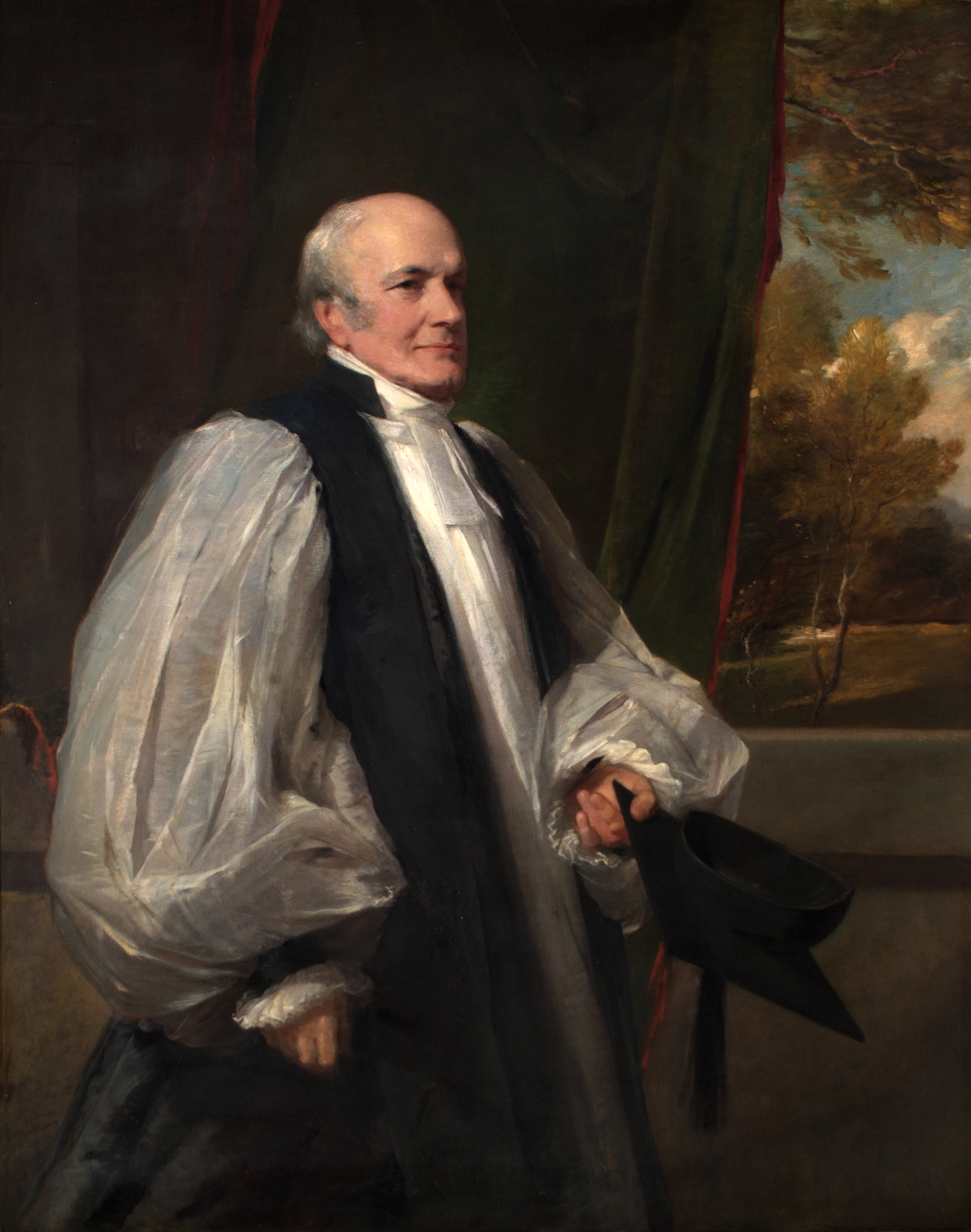
Charles Thomas Longley

Charles Thomas Longley (* 28. Juli 1794 in Boley Hill, Rochester (Kent); † 27. Oktober 1868 in Addington Palace, Croydon) war Bischof der Church of England. Er war von 1836 bis zu seinem Tod nacheinander Bischof von Ripon, Bischof von Durham, Erzbischof von York und Erzbischof von Canterbury. Die von ihm einberufene erste Lambeth-Konferenz gilt als bedeutender Gründungschritt zur Bildung der Anglikanischen Gemeinschaft.

## Leben
Longley wurde in Rochester, Kent, als fünfter Sohn des Rechtsanwalts John Longley geboren. Seine theologische Ausbildung erhielt Longley an der Cheam School und als Stipendiat der Westminster School sowie an der Oxford-Universität.
Am Christ Church College war Longley 1822 Reader, 1825–1828 Tutor und Zensor und 1827 Proctor. Seinen B.D. und D.D. erwarb er 1829. Er wurde 1818 ordiniert und 1823 zum Vikar von Cowley, Oxford ernannt. 1827 erhielt er das Pfarramt von West Tytherley, Hampshire, und zwei Jahre später wurde er zum Schulleiter der Harrow School gewählt. Dieses Amt hatte er bis 1836 inne, als er zum Bischof des neuen Sitzes von Ripon geweiht wurde. Sein Schwiegervater Henry Parnell hatte ihn Lord Melbourne empfohlen. 1856 wurde er Bischof von Durham und 1860 Erzbischof von York. 1862 folgte er auf Empfehlung von Premierminister Lord Palmerston John Bird Sumner als Erzbischof von Canterbury nach.
Theologische Streitigkeiten standen am Beginn seiner Amtszeit in Canterbury. Longley und William Thomson, der neue Erzbischof von York, waren abweichende Mitglieder des Rechtsausschusses des Privy Council, der das Häresieurteil des Arches Court gegen die Autoren von Essays and Reviews aufhob. Die Law Lords im Ausschuss und Bischof Archibald Campbell Tait von London hatten sie entlastet. Die beiden Erzbischöfe gaben in der Folge Hirtenbriefe heraus, in denen sie erklärten, dass der Ausschuss nur über Auszüge des Buches geurteilt habe. Unklar war Longleys Verhalten im Fall um den Bischof von Natal John William Colenso 1863. Während Longley Colensos Schriften verurteilte, überredete er gleichzeitig W. J. Butler, Vikar von Wantage, sich nicht zur Wahl an Colensos Stelle bereit zu erklären.
Der Anlass für die Lambeth-Konferenz und damit in der Folge der Gründung der Anglikanischen Gemeinschaft war ein dringlicher Brief der Synode der Anglikanischen Kirche von Kanada an den Erzbischof im Jahr 1865. Sie baten Longley, eine „nationale Synode der Bischöfe der Anglikanischen Kirche im In- und Ausland“ einzuberufen. Nachdem er sich mit beiden Häusern der Convocation of Canterbury beraten hatte, willigte Longley ein und rief alle Bischöfe der Anglikanischen Gemeinschaft (damals 144) zu einem Treffen in Lambeth 1867 ein.
Viele anglikanische Bischöfe, darunter sein Nachfolger als Erzbischof von York und die meisten von dessen Suffraganbischöfen, weigerten sich teilzunehmen. Dekan Stanley verweigerte die Westminster Abbey für den Abschlussgottesdienst, und gab zur Begründung an, dass die Versammlung nur eine Teilversammlung sei. Der Effekt ihrer Maßnahmen sei unsicher, und darüber hinaus zeichne sie sich durch „die Anwesenheit von Prälaten, die unserer Kirche nicht angehören“ aus.
In seiner Eröffnungsrede stellte Longley klar, dass die Versammelten nicht beabsichtigten, „die Funktionen einer Generalsynode aller Kirchen, die in voller Kommunion mit der Church of England stehen“ zu übernehmen, sondern lediglich um „Sachen, die vom praktischen Interesse sind, zu diskutieren, und das, was wir für zweckmäßig halten, in Beschlüssen festzuhalten, die als sicherer Wegweiser für künftige Aktionen dienen mögen“. Die Resolutionen der Lambeth-Konferenzen wurden nie als Synodaldekrete erachtet, aber ihr Gewicht wuchs von Konferenz zu Konferenz.
76 Bischöfe nahmen die Einladung des Primas für die erste Konferenz an, die am 24. September 1867 in Lambeth begann und vier Tage dauerte. Die Sitzungen waren nichtöffentlich. Der Erzbischof eröffnete die Konferenz mit einer Ansprache; danach folgten Beratungen. Es wurden Ausschüsse gebildet, die zu besonderen Fragen berichten sollten. Entschließungen und ein Enzyklikalbrief wurden verfasst, der an die Gläubigen der Anglikanischen Gemeinschaft gerichtet war. Die Konferenz gilt als bedeutender Gründungschritt zur Bildung der Anglikanischen Gemeinschaft.
In seinem letzten Lebensjahr erlebte Longley noch einige Enttäuschungen. Im Jahr 1868 wurden die obligatorischen Kirchensteuern abgeschafft, und die Abspaltung des irischen Teils der United Church of England and Ireland, gegen die sich Longley im Parlament und auf öffentlichen Versammlungen vehement ausgesprochen hatte, stand unmittelbar bevor. Diese wurde letztlich mit dem Irish Church Act 1869 vollzogen. Longley starb vorher am 27. Oktober 1868 im Addington Palace, der Sommerresidenz der Erzbischöfe von Canterbury in der Nähe von Croydon.

## Familie
Longley heiratete am 15. Dezember 1831 Caroline Sophia Parnell. Sie war die Tochter von Henry Parnell, 1. Baron Congleton. Sie hatten sieben Kinder, drei Söhne und vier Töchter:
1. Henry Longley (28. November 1833 – 25. Dezember 1899), Chief Charity Commissioner für England und Wales.
2. George Longley (* 8. März 1835 in Harrow, Middlesex)
3. Mary Henrietta Longley (* 2. Mai 1837 in Ramsgate, Kent) heiratete 1858 George Winfield Bourke († 9. Oktober 1903), Ehrenkaplan des Monarchen und Sohn von Robert Bourke, 5. Earl of Mayo
4. Frances Elizabeth Longley (* 3. Juli 1839)
5. Arthur Longley (* 1841 in Ripon, Yorkshire)
6. Caroline Georgina Longley († 30. Oktober 1867) heiratete 1862 Major Edward Levett (1832–1899)
7. Rosamond Esther Harriett Longley († 1936) heiratete 1870 Cecil Thomas Parker (1845–1931)

Longleys Frau starb im März 1858 auf Auckland Castle.

## Sonstiges
Zu seinen veröffentlichten Werken gehörten zahlreiche Predigten und Ansprachen. Longley war u. a. Autor von
- A Letter to the Parishioners of St. Saviour’s, Leeds. 1851.
- Four Sermons on the Consecration of St. John the Evangelist’s Church, Whitwell. York 1861.
- Address delivered in Whippingham Church at the Confirmation of Prince Arthur. 1866.
- An Address delivered at the Opening of the Conference of Bishops. 1867.

Wie sein Vorgänger Sumner war er ab dem 27. März 1848 Mitglied der Canterbury Association, die ein größeres Siedlungsvorhaben in der damaligen britischen Kolonie Neuseeland organisierte.